# Mercato finanziario primario
Il mercato finanziario primario è il mercato finanziario dove vengono trattati gli strumenti finanziari di nuova emissione. Il mercato primario è la parte del mercato dei capitali che si occupa dell'emissione e vendita di titoli garantiti da azioni agli investitori direttamente dall'emittente. L'investitore acquista titoli che non sono mai stati scambiati prima. I mercati primari creano strumenti a lungo termine attraverso i quali le entità aziendali raccolgono fondi dal mercato dei capitali.

## Descrizione
Qui vengono quindi collocate nuove azioni provenienti da un aumento di capitale o da un'offerta pubblica iniziale, obbligazioni di nuova emissione da parte delle società o da parte del Ministero dell'economia (nel caso dei titoli di Stato).
Praticamente sul mercato primario viene quotata e raccolta la prima operazione di ogni specifico strumento finanziario, che passa poi sul mercato finanziario secondario.
Vi è un ulteriore senso in cui è possibile intendere l'espressione "mercato primario":
Un socio di una società per azioni (S.p.A.) può esercitare il diritto di recesso a seguito di una delibera assembleare in merito alla quale egli abbia espresso un voto contrario; in questo caso, il socio dissenziente ha il diritto di sciogliere unilateralmente il proprio rapporto con la società e di ricevere anche la liquidazione della propria quota partecipativa. 
La società rimborsa il valore delle azioni del socio nelle tempistiche previste dalla legge e secondo modalità di determinazione del valore delle azioni che sono decise o dallo statuto oppure dal codice civile. In quest'ultimo caso, gli amministratori, ai sensi dell'art. 2437 ter, comma terzo, devono - qualora si tratti di società quotata - far riferimento alla media ponderata del valore che le azioni hanno avuto nei sei mesi precedenti di contrattazione su mercati regolamentati, ma rimane sempre ferma la possibilità di stabilire, appunto attraverso lo statuto, criteri diversi di determinazione del valore delle quote.